# گوسمان گیرگیزبایف
گوسمان گیرگیزبایف (انگلیسی: Gusman Kyrgyzbayev؛ زادهٔ ۲۸ سپتامبر ۱۹۹۲) جودوکار اهل قزاقستان است.